# Thomas Hoy (Gärtner)
Thomas Hoy (* um 1750; † 1. Mai 1822) war ein englischer Gärtner. Nach ihm ist die Pflanzengattung Hoya (Wachsblumen) benannt.

## Leben
Thomas Hoy war über 40 Jahre Obergärtner (head gardener) dreier Herzöge (Dukes) von Northumberland im Syon House im englischen Middlesex. Er wird als „erfahrener Botaniker und fähiger Kultivateur“ beschrieben. Noch in deren Gründungsjahr 1788 wurde er zum Mitglied der Linnean Society in London gewählt. Einige Pflanzen, die er dieser Gesellschaft blühend aus den Gewächshäusern des Syon House übermittelte, wurden zu Typusexemplaren, weil Botaniker danach diese Arten beschrieben. Dazu zählen Acacia suaveolens, Acacia myrtifolia und Goodenia ovata.
Hoy starb im Alter von 72 Jahren in Isleworth. Robert Brown benannte die Gattung Hoya ihm zu Ehren, „da seine Verdienste als intelligenter und erfolgreicher Pflanzenkultivateur den Botanikern dieses Landes seit langem bekannt waren“.